# 天主教墨涅維亞教區
天主教墨涅維亞教區（拉丁語：Dioecesis Menevensis）是英國威爾斯一個羅馬天主教教區，包括西格拉摩根郡、達費德郡和波伊斯郡南部。此教區屬加的夫總教區。墨涅維亞是聖戴維茲的拉丁語名，主教座堂目前位於斯旺西。
面積9,310平方公里。2011年，有275,000名教友，估轄區總人口3.3%，有55個堂區、49名司鐸、3名終身執事、24名修士、80名修女。主教現時出缺，榮休主教為達尼爾·若瑟·穆林什、瑪爾谷·傑貝萊和多默·M·伯恩斯。
1895年建代牧區，1898年升為教區。